# Friedrich Schmidt (Politiker, 1804)
Cord Friedrich Schmidt (* 27. Oktober 1804 in Fallingbostel; † 24. November 1869 ebenda) war ein deutscher Gutsbesitzer und Politiker.

## Leben
Schmidt war der Sohn des Gastwirts Johann Heinrich Schmidt und evangelischer Konfession. Er lebte als Gutsbesitzer in Fallingbostel und war dort 1838 zusammen mit Heinrich von Quintus-Icilius auch Gründer und Ausschussmitglied der ersten ländlichen Sparkasse im Königreich Hannover in Fallingbostel, heute Kreissparkasse Walsrode.
Nach 1840 bis vor 1848 gehörte er der 2. Kammer der Allgemeinen Ständeversammlung des Königreichs Hannover an. In der Kammer vertrat er liberale Positionen. 
Vom 18. Mai 1848 bis zum 17. August 1848 vertrat er den Wahlkreis 15. Hannover (Fallingbostel) in der Frankfurter Nationalversammlung. Im Parlament blieb er fraktionslos und stimmte mit dem Rechten Zentrum. Nachfolger wurde Heinrich von Quintus-Icilius. Im Mai 1848 trat er auch dem Handelspolitischen Club in Frankfurt am Main bei.